# Antropología feminista
La antropología feminista es una aproximación a la antropología desde cuatro campos de estudio (antropología arqueológica, antropología biológica, antropología cultural y antropología lingüística) que a partir de la teoría feminista busca reducir sesgos en las investigaciones, las prácticas de contratación en el área y en la producción académica de conocimiento.
A pesar de que las feministas practican la antropología cultural desde su creación (ver Margaret Mead, Hortense Powdermaker), no fue hasta la década de 1970 que la antropología feminista fue reconocida formalmente como una subdisciplina de la antropología. Desde entonces, ha desarrollado su propia subsección en la Asociación Antropológica Americana, la Asociación de Antropología Feminista, y su propia publicación, Voces, que ya no existe.

## Historia
La antropología feminista se ha desarrollado en tres fases históricas que se inician en los años setenta: la antropología de las mujeres, la antropología de género y, finalmente, la antropología feminista.
Anteriormente a estas fases históricas, las antropólogas feministas han rastreado su genealogía hasta finales del siglo XIX. Erminnie A. Smith, Alice Cunningham Fletcher, Matilda Coxe Stevenson, Frances Densmore, eran antropólogas autodidactas; sus logros se vieron desvanecidos y su herencia fue borrada por la profesionalización de la disciplina a comienzos del siglo XX.
Entre las primeras antropólogas prominentes estaban las esposas de los antropólogos profesionales, algunas de las cuales facilitaban el trabajo de sus esposos con traducciones y transcripciones. Margery Wolf, por ejemplo, escribió la etnografía clásica The House of Lim (La Casa de Lim) basada en sus experiencias al viajar con su esposo al norte de Taiwán durante un estudio de campo que él realizaba allí.
No solo antropólogas como Margaret Mead y Ruth Benedict son representantes de la historia de la antropología feminista, las antropólogas de color y otros grupos étnicos también tuvieron un papel en los conceptos teóricos de la disciplina. Hortense Powdermaker, contemporánea de Mead, que estudió con el antropólogo pionero de origen inglés Bronisław Malinowski, llevó a cabo proyectos de investigación política en una serie de entornos atípicos: reproducción y mujeres en Melanesia (Powdermaker 1933), raza en América del Sur (Powdermaker 1939), género y producción en Hollywood (1950), e interseccionalidad de clase-género-raza en el africano Copperbelt (Powdermaker 1962). Del mismo modo, Zora Neale Hurston, alumna de Franz Boas, experimentó con formas narrativas más allá de la etnografía objetiva que caracterizó los escritos proto y pseudocientíficos de la época. Otras mujeres afroamericanas generaron movimientos similares en los cruces de la etnografía y la creatividad, específicamente Katherine Dunham y Pearl Primus, quienes estudiaron la danza en la época de 1940. La antropóloga física Caroline Bond Day y la arqueóloga Mary Leakey también fueron importantes para la posterior difusión de la antropología feminista en otros subcampos más allá de la antropología cultural.
La antropología de mujeres, introducida a través del trabajo de Peggy Golde, "Mujeres en el campo", y la obra de Michelle Rosaldo y Louise Lamphere Mujeres, cultura, y sociedad fue un intento por recuperar a las mujeres como actoras culturales distintivas que, de otra forma, eran borradas como tales por el enfoque que se daba, por parte de los antropólogos hombres, a la vida de los hombres como actores universales de una sociedad. Golde argumentaba, en concreto, que los antropólogos hombres rara vez tienen acceso a las mujeres en tribus y sociedades debido a la amenaza sexual que representan para estas. Por lo tanto, reciben las historias de las mujeres contadas por hombres en situaciones en que las mujeres no están presentes. La falta de conocimiento de los antropólogos hombres y la dominación de los hombres indígenas se reafirman para crear situaciones en las que, de acuerdo con Rosaldo y Lamphere, la asimetría entre mujeres y hombres se vuelve universal.
Una segunda antropología de mujeres surgió de afiliaciones estadounidenses con la obra de Friedrich Engels El origen de la familia, la propiedad privada y el Estado, argumentando que esta asimetría universal no era atemporal, sino un producto de las relaciones capitalistas que vinieron a dominar el modo global de producción a través del colonialismo. Como ambos enfoques asentaron una crítica a las descripciones de los etnógrafos masculinos y los enfoques feministas y mixtos a la etnografía se volvieron más populares, las mujeres no estaban descritas al detalle, sino mencionadas como parte de una cultura más amplia.
A raíz de la crítica de Gayle Rubin al "sistema sexo/género", la antropología de las mujeres se transformó en antropología del género. El género era un conjunto de significados y de relaciones relacionados, pero no isomorfos, al sexo biológico. La mujer no era una comunidad o categoría evidente por sí misma. Tras el auge del feminismo de las mujeres de color, la antropología del género criticó los objetivos iniciales de las feministas antropólogas de la primera ola como demasiado enfocados en las ambiciones sociales burguesas. Esto al pasar de documentar la experiencia de las mujeres como una población universal a interpretar el lugar que tiene el género en patrones más amplios de significado, interacción y poder. Esto incluye el trabajo de las antropólogas Henrietta Moore y Ethel Albert. Moore sostuvo que la antropología, incluso cuando la llevaban a cabo mujeres, tendía a "ordenar el mundo en un lenguaje masculino [...] porque los investigadores, fueran hombres o mujeres, eran entrenados en una disciplina orientada hacia los hombres". Moore argumentó que la arquitectura teórica y los métodos prácticos de la antropología estaban tan fuertemente influenciados por la ideología sexista (la antropología era denominada comúnmente como "estudio del hombre" durante gran parte del siglo XX) que sin un autoexamen serio y un esfuerzo consciente para contrarrestar el sesgo, la antropología no podría representar significativamente la experiencia de las mujeres.
Hoy en día, la antropología feminista forma parte de la antropología del género para abarcar el estudio del cuerpo de las mujeres y su intersección y su relación con las fuerzas culturales, médicas, económicas, entre otras. Esto incluye la expansión de la política feminista, más allá de la antropología cultural, a la antropología física, lingüística y arqueología. Asimismo, se ha convertido la antropología feminista en un espacio en el que se unen los estudios culturales, la historia, la literatura y los estudios étnicos.